# Hermanovce nad Topľou
Hermanovce nad Topľou es un municipio situado en el distrito de Vranov nad Topľou, en la región de Prešov, Eslovaquia. Tiene una población estimada, en marzo de 2025, de 664 habitantes.

## Demografía
| Año        | 1994 | 2004     | 2014    | 2024    |
| ---------- | ---- | -------- | ------- | ------- |
| Población  | 619  | 685      | 723     | 662     |
| Diferencia |      | +10,66 % | +5,54 % | −8,43 % |

| Año        | 2023 | 2024    |
| ---------- | ---- | ------- |
| Población  | 660  | 662     |
| Diferencia |      | +0,30 % |